# Araxá
Araxá es una ciudad brasileña del estado de Minas Gerais, situada en la mesorregión del Triángulo Minero y Alto Paranaíba. Su población proyectada para 2024 es de 112 677 habitantes.Ocupa una superficie de 1165 km², con una densidad poblacional de 79.7 habitantes por km², y un IDH de 0.799.

## Historia

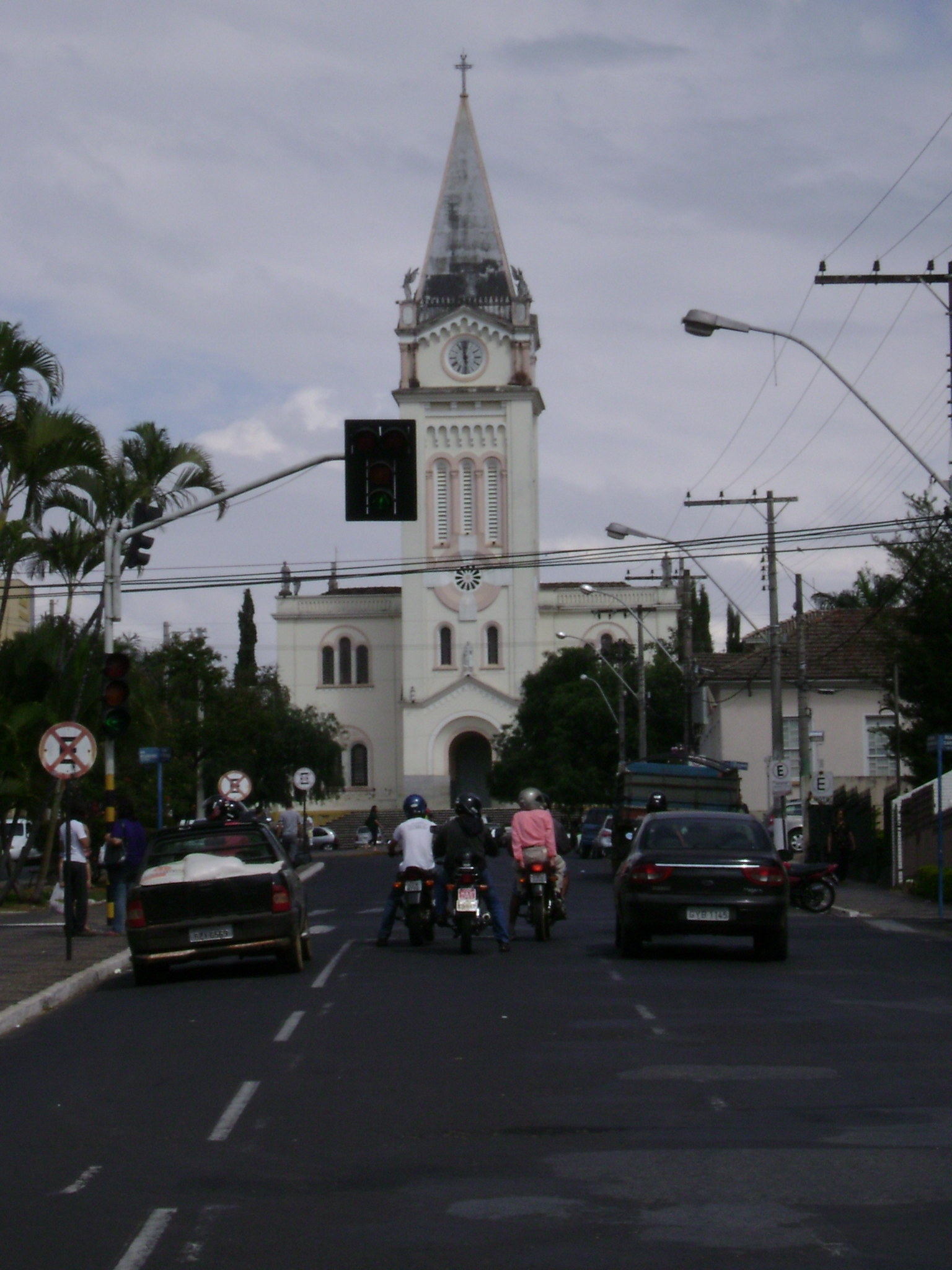
Fachada de la Iglesia de Santo Domingo, en el centro de la ciudad.

Araxá significa "tierra alta", y también hace referencia a una meseta, la más elevada de cualquier sistema orográfico. Los Araxá eran indígenas que vivían en el extremo oeste de la gran meseta de Minas Gerais.
La primera mención a los Araxá, que habitaban entre el Río das Velhas (Araguari) y el Bajo del Río Grande, fue hecha por la expedición de Lawrence Brown Pat, en el siglo XVI. La presencia de estos indios y la proximidad al Quilombo de Ambrosio fueron un obstáculos para la ocupación de tierras en la región.
En 1759, Bartolomeu Bueno do Prado, liderando una expedición, destruyó el famoso pueblo de esclavos fugitivos. Siete años más tarde, Ignacio Correia Pamplona exterminó la tribu de indios Araxá.
Los primeros asentamientos de la región surgieron en Desemboque, un distrito de Sacramento, originalmente llamado "Povoação de Abejas" o "Povoação Rio das Velhas". Fue solo en el siglo XIX cuando adquirió el nombre Desemboque. Este verdadero Desemboque está ubicado en la margen izquierda del Río Grande, al noroeste de Ibiaraci. Según la obra "In-Quilombo do Campo Grande - Historia de la Minería" del historiador Tarcísio José Martins, miembro correspondiente del IHGMG, publicada por la Editorial Santa Clara, en Contagem, en agosto de 2008, los primeros pobladores fueron atraídos por la minería de oro. Más tarde, ante el declive de la actividad minera, se dedicaron a la cría de ganado. Entre 1770 y 1780, Araxá comenzó a recibir a sus primeros residentes, quienes establecieron las primeras granjas de la región.
Descubierta la fertilidad de la tierra y las aguas minerales de Barreiro, la población de Araxá se intensificó. En 1791, se estableció en la Parroquia de Santo Domingo y Araxá nombrado primer vicario.
En 1795, se construyó la primera Iglesia de San Gondin Domingo por Alexandre, que había terminado su trabajo en 1800. La construcción de la iglesia de San Sebastián, de José Pereira Bom Jardim, se produjo en 1820.
La Capitanía de São Paulo y Minas de Oro fue creado en 1709 y finalizó en 1729 con la delimitación de la Capitanía de Minas Gerais. En la segunda mitad del siglo XVIII, la región de Triángulo Mineiro se adjuntó a Goiás, debido al movimiento de los residentes de Desemboque.
La parroquia de Santo Domingo fue elevada a Tribunal de Santo Domingo de Araxá el 20 de diciembre de 1811, a partir de la desmembración de la Corte de Desemboque. A partir de enero de 1812, comenzó a ejercer su jurisdicción civil y penal, con un juez ordinario.
En 1816, gracias a la circulación de los residentes de la Corte de Araxá el Sertão da Farinha Podre (Triángulo Minero y Alto Paranaíba), anexada desde 1766 a la Capitanía de Goiás, regresó a la jurisdicción de Minas Gerais. Ana Jacinta de São José –el mito de Doña Beja– vivió y tiene su nombre vinculado a los principales acontecimientos de Araxá durante la primera mitad del siglo XIX.
El 4 de abril de 1831, el juicio se eleva a villa, y el 19 de diciembre de 1865, la Ley provincial n° 1259 eleva a la Villa de São Domingos de Araxá a la categoría de ciudad. En 1915, se creó el Ayuntamiento.

### Influencia india

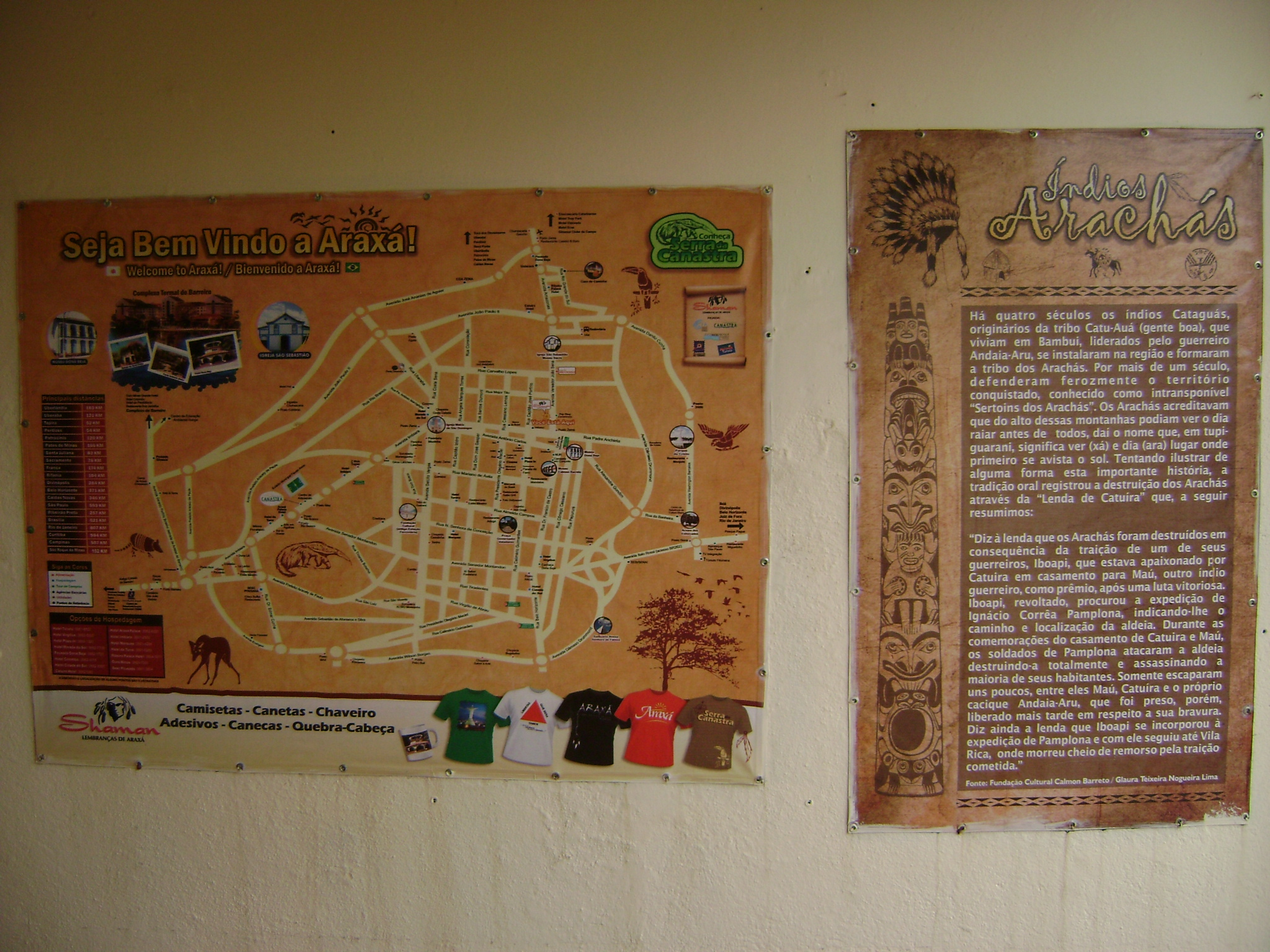
En Araxá siempre se da importancia a las influencias indígenas.

Araxá: El nombre tiene origen indígena y significa "Un lugar donde el sol se puede ver en primer lugar." El nombre de la tribu que vivía aquí dio nombre a la ciudad. Cuando se formó el Arraial de São Domingos de Araxá, lo hizo como parte de la antigua Capitanía de Goiás, pero este es el territorio en el que ha aparecido anteriormente en el mapa de Minas Gerais.
"A los 25 días de agosto de 1785, en este paraje de los Sertoins de los Arachas, debajo de la sierra del mismo nombre, colocamos una piedra en dirección perpendicular con 4 testigos a los 4 puntos cardinales. De allí partimos en dirección hacia el oeste, midiendo 2722 brazas de 2 cuerdas cada una, donde colocamos el segundo marco; de ahí seguimos en dirección hacia el norte, donde colocamos el 3.er. marco delante de la granja de Campo Abierto y, a continuación, seguimos hacia el naciente, la granja Pan de Azúcar, donde colocamos el 4.º marco; de este 4.º marco en línea recta hasta el marco del peón en Boca da Mata". (Términos de la demarcación de la Sesmaria do Barreiro)

## Geografía
Se compone de tierras llanas y colinas. El relieve de la ciudad muestra las variaciones entre las situaciones geológica típico cerrado y las montañas. La vegetación alterna áreas de pastizales que se funden con pequeños bosques naturales, componiendo bellos paisajes.

### Altitud
- Altitud máxima de 1359 metros (Serra da Bocaina)
- Altitud mínima de 910 metros (río Capivara)
- Ciudad: 973 metros (la Iglesia de São Domingos)

El relieve se divide entre un 15 % plano, un 60 % ondulado y un 25 % montañoso.

## Ubicación
La ubicación geográfica de Araxá es estratégica. Trazándose un radio de 600 km a partir de Araxá, se encuentra la región de mayor concentración poblacional del país, con el 73 % del PIB nacional y un público potencial de 43 millones de personas.
La Estancia Hidromineral de Araxá en el Suroeste Minero, en la zona geográfica de la Alto Paranaíba, es propicia para el desarrollo de las diferentes ramas del turismo, debido a factores históricos, geográficos y económicos que definen el inmenso potencial de esta región.
- Área de la municipalidad: 1165 km²
- Área del límite urbano: 345 km²

## Población
En 1950 se inició en la ciudad minera, con la instalación de la Compañía Minera de Minas Gerais (COMIG), la Compañía Agrícola de Minas Gerais (CAMIG) y la Compañía Brasileña de Metalurgia y Minería (CBMM).
La acción de estas empresas ha dado apoyo económico para el municipio, creando nuevas industrias, lo que generó flujo migratorio para la municipalidad. Esto se ha reforzado desde 1971 con la instalación de ARAFÉRTIL, hoy Bunge Fertilizantes.
La población estimada para 2006 fue de 86 000 habitantes, el 99 % en área urbana, con energía eléctrica, agua tratada y saneamiento básico.

### Evolución de la población
| Año  | Habitantes |
| 1970 | 35 676     |
| 1980 | 53 404     |
| 1991 | 69 911     |
| 1996 | 74 206     |
| 2000 | 80 909     |
| 2002 | 81 796     |
| 2004 | 83 659     |
| 2006 | 85 713     |
| 2008 | 91 248     |

## Economía

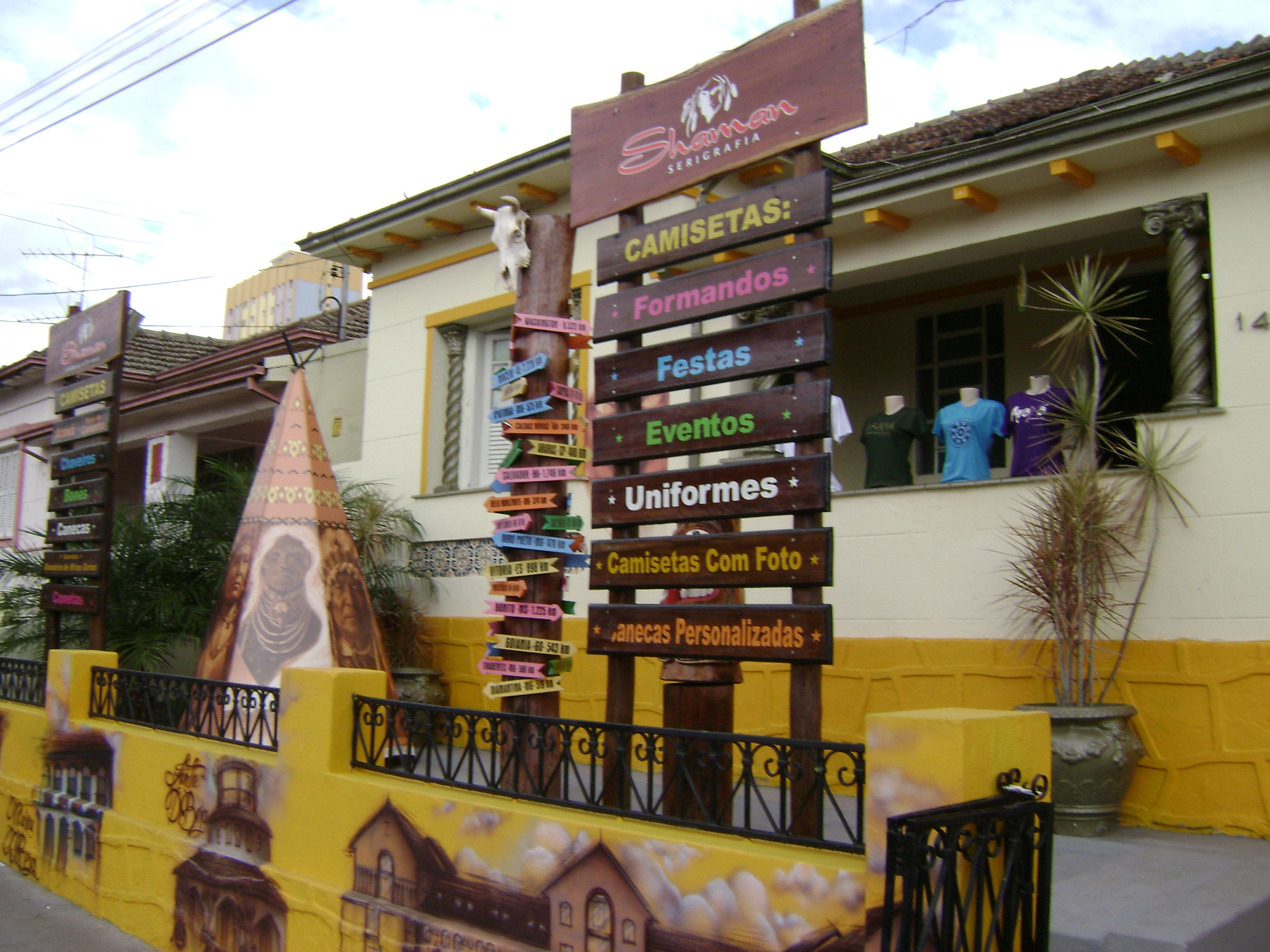
En la ciudad abundan las tiendas de ropas con impresiones indígenas, relacionadas con el turismo.

La minería es la principal fuente de generación económica de Araxá. Bunge Fertilizantes, produce fosfato mineral junto con el niobio, que es operado principalmente por CBMM, generan gran parte de la economía de Araxá. También reciben gran contribución del turismo, que permite la explotación en Araxa de sus aguas medicinales, la fabricación de jabones y cremas para la piel y un importante foco de artesanías en la región.

## Sectores de la economía

### Araxá / Número de personas involucradas
- Agricultura, la extracción de plantas, minerales y pesca: 9848
- Industrial: 11 923
- Comercio de mercaderías: 9379
- Servicios: 25 345

## Sistema de carreteras
Las vías de acceso a la tierra son adecuadas y las carreteras existentes permiten acceder a las ciudades del país que se encuentran en regiones de franco crecimiento económico.
Distancia a los principales centros de población (km):
- Belo Horizonte: 367
- Río de Janeiro: 820
- São Paulo: 567
- Goiânia: 543
- Brasil: 649
- Ganar: 907
- Uberlândia: 168
- Uberaba: 112

Principales autopistas que sirven de acceso a la Belo Horizonte: BR-262
Principales carreteras al servicio de la ciudad: BR-262, BR-452, MG-428, MG-341 y BR-146.

## Sistema de aeropuertos
Araxá es atendida por el Aeropuerto Romeu Zema (IATA: AAX, OACI: SBAX), ubicado a 4 km del centro de la ciudad. Opera vuelos regulares hacia los aeropuertos de Confins y Guarulhos, servidos por Azul Linhas Aéreas.

## El sistema de salud
- 4 hospitales (2 filantrópicas privadas y 2 públicas)
- 17 unidades y clínicas de salud vinculados a la SUS
- 1 centro de atención de emergencia 24 horas

- 1 Policlínico de especialidad
- 6 laboratorios de análisis clínicos (1 municipal)
- 34 establecimientos farmacéuticos (1 municipal)

### Médicos por habitante
| Año  | Médicos por hab. |
| 2000 | 1:987            |
| 2004 | 1:1233           |

### Camas por habitante
| Año  | Camas por hab. |
| 2000 | 4,3 camas      |
| 2002 | 3,5 camas      |

### La mortalidad infantil por cada mil habitantes
| Año  | Mortalidad infantil por cada 1000 hab. |
| 2001 | 18,78/1000                             |
| 2002 | 21,80/1000                             |
| 2003 | 16,90/1000                             |
| 2004 | 8,70/1000                              |

## Turismo
Araxá se fortaleció como destino turístico a lo largo del siglo XX, gracias a la presencia de sales minerales en las aguas del actual Complejo Hidrotermal y Hotelero del Barreiro, inaugurado en la década de 1940. La ciudad también forma parte del circuito turístico de la Canastra.

### Lugares turísticos

#### Grand Hotel de Araxá

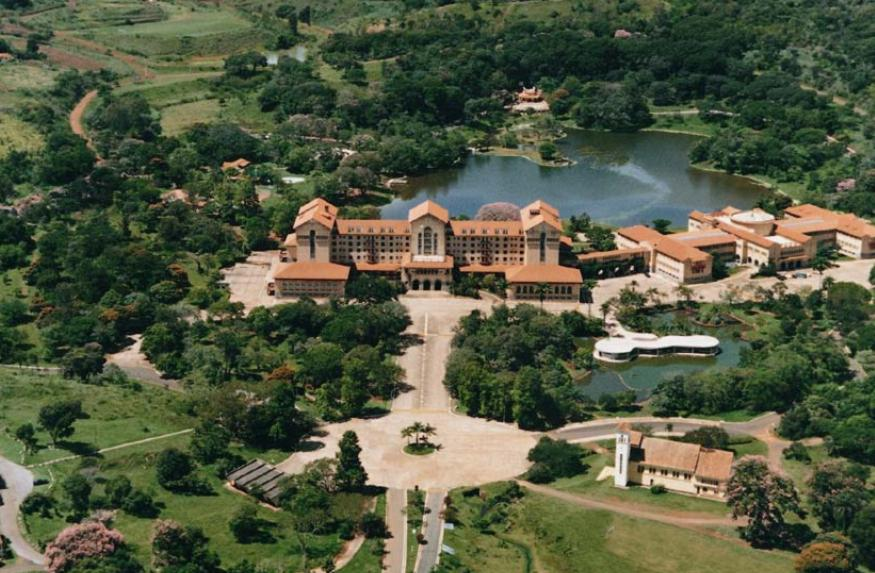
Grand Hotel de Araxá.

Fue inaugurado en 1944 por Benedito Valadares, entonces gobernador de Minas Gerais, y el presidente Getúlio Vargas. Es un complejo en el que tienen lugar los principales acontecimientos sociales, políticos y culturales.
El Grand Hotel de Araxá fue diseñado por Luiz Signorello, bajo la influencia del estilo de las misiones. Tiene unos 43 000 metros cuadrados de área construida. Los salones están cubiertos de mármol de Carrara y posee una rica decoración (mobiliario, lámparas de cristal de Bohemia, ventanas con cristal biselado francés, obras de arte en las vidrieras y frescos).
Sus apartamentos, reformados y modernizados, tienen capacidad para unos 800 invitados. Aún conserva, en el segundo piso, las suites presidenciales y gubernamentales.Por el Patrimonio Cultural conserva algunos muebles y decoración de la época de su inauguración. Actualmente, es administrado por la Red de Hoteles minera Mina de Oro, que introdujo el concepto de Resort and Spa.

#### Termas de Araxá

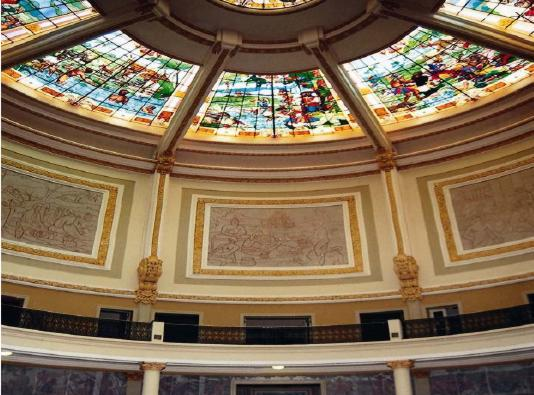
Termas de Araxá.

La grandeza y esplendor de los edificios Barreiro se repiten en el cuarto de baño, spa y tratamientos de belleza, que cubren una superficie de al menos 16 000 metros cuadrados. Las Termas de Araxá están vinculadas al Grand Hotel de Araxá por una galería suspendida decorada con frescos de paisajes de los principales lugares de interés turístico de Minas Gerais.
El "hogar" de la entrada principal es una rotonda de cristal multicolor con secciones que cuentan la historia épica de Minas Gerais. Al filtrar la luz natural que penetra en él, le da a la construcción el aspecto de una bella obra de arte.

#### Fuente Andrade Júnior

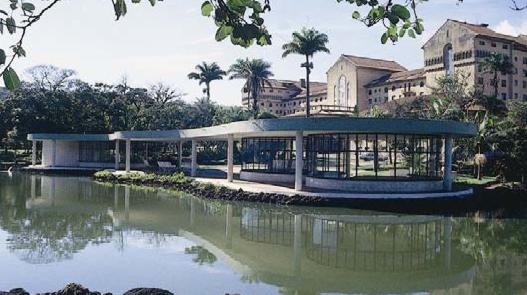
Fuente Andrade Júnior.

En frente del Grand Hotel, está la Fuente Andrade Júnior, donde se encuentran las fuentes de azufre alcalinas. El edificio es un pabellón ubicado en una pequeña península en el lago de azufre de agua Lama. Cuenta con cuatro fuentes de agua por las que fluyen aguas minerales, con carbonatos, sulfatadas, alcalinas y radiactivas, indicadas para los casos de diabetes, obesidad, problemas de metabolismo, hepatitis, enfermedades del riñón, estómago, hígado y problemas de la piel. Cerca de la fuente están expuestos fósiles de animales prehistóricos encontrados en el sitio durante la construcción del Grand Hotel de Araxá y las Termas de Araxá.

#### Beja Fuente
En una cueva entre las rocas volcánicas emanan fuentes de agua mineral y magnesio bicarbonatado, cuyas propiedades activan el metabolismo y estimulan la asimilación, actúan como diurético, desintoxicante y como agente hipotensor.
Museo Dona Beija
También hay un museo que lleva el nombre de Sra. Beja, que retrata la historia de Araxá y de sus tradiciones culturales, a través de sus ciclos económicos: la ganadería, el turismo y la minería. Bautizado en honor a la figura mitológica, Ana Jacinta de São José, se encuentra en un loft del siglo XIX, donde vivió la Sra. Beja.

## Clima
Araxá integra el Circuito del Agua de Minas Gerais, reconocido por diversas propiedades terapéuticas de sus aguas y clima benigno durante todo el año. La zona urbana con 973 m de altura presenta un clima con temperatura media anual de 21,4 °C y una precipitación media anual de 1574,7 mm.

### Temperaturas
- Promedio anual: 20,4 °C
- Máximo promedio anual: 26,5 °C
- media anual mínima: 15,7 °C
- Temp. en 2002: 21,71 °C
- Temp. en 2003: 21-02 °C
- Temp. en 2004: 20,98 °C

## Hidrografía
La ciudad está situada entre dos grandes cuencas fluviales: la Cuenca del Río Grande y la cuenca del río Paranaíba. Todos tienen un gran potencial hidroeléctrico.
El municipio tiene un área de protección especial para la conservación de sus manantiales.
- Principales ríos: río Tamanduá, río Capivara (en este caso río Paranaíba)